# Florida (stacja metra w Barcelonie)
Florida – stacja metra w Barcelonie, na linii 1. Stacja została otwarta w 1987 roku.